# 英特矽爾
英特矽爾半導體有限公司（英語：Intersil Corporation，NASDAQ：ISIL），是一家集模擬半導體產品設計和製造解決方案市場的全球型企业。其產品包括可實現精密電源傳輸的開關穩壓器以及採用了最新的先進信號處理技術的運算放大器等。銷售網點遍及全世界，2010年度收入8.22億美元。

## 歷史
Intersil追踪溯源可以到1950年代。在跨越世紀的60年發展歷程中，Intersil逐漸成為一家模擬領域的全球領導廠商。Intersil利用從Harris、GE Solid State和RCA繼承的智力資源，發揮在模擬、混合信號、電源和抗輻射技術優勢，為高速發展的通訊、電源和空間/軍事防禦領域提供先進的集成電路和分立半導體產品。經過大量研發投入和不斷收購，特別是在2008年收購D2Audio、Kenet、Zilker，2009年收購Quellan 、Rock和2010年收購Techwell之後，Intersil成為在短短25年的時間內建立起豐富產品線的第一家模擬電子公司，加強其市場地位。
2008年2月，Rich Beyer辭去行政總裁職位。接任職務的是Dave Bell，上任後即重組公司，將五個部門改為兩個：电源管理及模拟/混合信号产品两个部门。2011年6月，再新增消費產品部門。
2010年4月，Intersil以3.7億美元收購另一家美國上市公司Techwell，強化安防視訊領域領導地位。Techwell的混合信號視訊產品線的加入將幫助Intersil的客戶構建提高性能、降低總體成本和縮短產品上市時間的解決方案。此外，這次收購將大大提高Intersil的整個工業電子領域的業務，將使工業電子應用在Intersil整個銷售份額中成為約佔31%收入的最大的終端市場。
2010年12月，Intersil推出業內首款汽車後視安全系統視訊收發器，針對汽車後視安全系統，推出ISL76321串行/解串器(SerDes)接口芯片。
2016年9月13日瑞薩電子以每股22.5美元，斥資32.19億美元現金收購美國英特矽爾（Intersil）

## 產品、專利和客戶群
Intersil擁有模擬/混合信號產品、電源管理產品和高端消費產品，包括用於電池管理的芯片、熱插拔控制器、線性穩壓器、電源排序器、監控IC、橋式驅動器、PWM控制器、開關型DC/DC穩壓器、Zilker Labs數字電源IC和功率MOSFET驅動器，光存儲激光二極管驅動器，DSL線路驅動器，D2Audio產品，視訊和高性能運算放大器，高速數據轉換器，接口電路，模擬開關和復用器，矩陣開關，VoIP器件，以及軍事、航天和抗輻射應用的專用IC。通過內部創新研發和外部收購等手段，Intersil的產品線在以每季度誕生一個以上新產品家族的速度增加。
Intersil工程技術團隊持有1300多項產品專利，用於現在的平面顯示、光存儲和電源管理領域。客戶涵蓋大多數主流高科技產品公司，如戴爾、英特爾、日立、飛利浦和索尼等，選擇Intersil為其提供高端系統知識、模擬產品設計和專利製造工藝。基於其應用框架，當今最先進的元件設計需要應用到其專業技術。

## 外部連結
- 公司網頁
- Intersil 產品